# Polska na Halowych Mistrzostwach Europy w Lekkoatletyce 1987
Polska na Halowych Mistrzostwach Europy w Lekkoatletyce 1987 – reprezentacja Polski podczas zawodów w Liévin zdobyła trzy medale w tym jeden złoty.

## Wyniki reprezentantów Polski

### Mężczyźni
- bieg na 60 m
  - Marian Woronin zajął 1. miejsce
- bieg na 60 m przez płotki
  - Krzysztof Płatek odpadł w półfinale
  - Robert Kurnicki odpadł w eliminacjach
- chód na 5000 m
  - Zdzisław Szlapkin zajął 6. miejsce
  - Jacek Bednarek nie ukończył finału (dyskwalifikacja)
- skok wzwyż
  - Krzysztof Krawczyk zajął 8. miejsce
  - Jacek Wszoła zajął 11. miejsce
- skok o tyczce
  - Marian Kolasa zajął 3. miejsce

### Kobiety
- bieg na 400 m
  - Marzena Wojdecka zajęła 6. miejsce
- chód na 3000 m
  - Zofia Wolan zajęła 9. miejsce
  - Anna Bąk zajęła 12. miejsce
- skok wzwyż
  - Elżbieta Trylińska zajęła 3.-4. miejsce
  - Danuta Bułkowska zajęła 7.-9. miejsce
- skok w dal
  - Agata Karczmarek zajęła 5. miejsce